# We've Got Tonite
"We Got Tonite" é uma música escrita pelo artista americano de rock Bob Seger, de seu álbum Stranger in Town (1978). O single foi gravado duas vezes por Seger e foi desenvolvido a partir de uma música anterior que ele havia escrito. Outras versões foram em 1983 para Kenny Rogers como um dueto com Sheena Easton e novamente em 2002 para Ronan Keating.

## Versão original

### História
A música foi desenvolvida a partir de uma composição anterior de Seger, intitulada "This Old House", que apresentava os mesmos acordes que "We Got Tonite", embora a música anterior tivesse uma melodia ligeiramente diferente. Seger transformou "This Old House" em "We Got Tonite" no dia seguinte ao filme The Sting (1973), que apresenta uma conversa entre o personagem Robert Redford e uma mulher que ele é atraído por Dimitra Arliss, que diz: "Eu nem te conheço': resposta de Redford: "Você me conhece. São duas da manhã e eu não conheço ninguém", causou uma resposta emocional em Seger, manifestada nas letras das músicas revisadas.
"We Got Tonite" não foi gravada até as sessões de 1976 do álbum de Seger, Night Moves, e foi suspenso porque ele achou que não era um ajuste temático. Uma das cinco faixas de Stranger gravadas nos Muscle Shoals Sound Studios com a seção de ritmo Muscle Shoals, "We Got Tonite", serviu como terceiro single do álbum, alcançando a 13ª posição nas paradas pop dos EUA em 1978. No Reino Unido, a versão original chegaria às paradas duas vezes, alcançando a 41ª posição em 1979 e depois a 22ª posição como relançamento em 1995 - como "We Got Tonight" - para promover um álbum de Greatest Hits: em 1982, uma versão ao vivo - intitulada "We Got Tonite" - do álbum em concerto Nine Tonight alcançou a posição 60 no Reino Unido.
Desde a morte de sua mãe Charlotte Seger (nascida Charlotte Zadow) (1913-1989), Seger sempre fez questão de incluir "We Got Tonite" em seu setlist ao vivo, pois era a canção favorita das composições de Seger.

## Versão de Kenny Rogers e Sheena Easton

### História
Em 1983, o astro pop country americano Kenny Rogers gravou a música como um dueto com a pop star escocesa Sheena Easton, e a tornou a faixa-título de seu álbum, We Got Tonight. Rogers e Easton estavam no elenco da EMI America - Liberty Records e sua colaboração em "We Got Tonight" foi por sugestão firme do presidente da gravadora, Larry Mazza, que esperava restaurar Easton para subir nas paradas. Mazza também foi presidente da Capitol Records, o selo de lançamento do original de Bob Seger. Rogers - que afirmou: "Gostei da idéia de gravar com Sheena: pensei que o contraste de estilos - sou tão gutural e ela é tão treinada e pura - realmente funcionaria bem" -  ele mesmo telefonara para Easton para lançarem sua música em 23 de dezembro de 1982: os dois cantores se encontraram na véspera de Natal para ensaiar a música com um piano, seis dias depois entrando em estúdio, com a faixa completa "indo ao rádio" nove dias depois.
Easton afirmava que foi a escolha da música que mais lhe agradou, enquanto permitia que Rogers fosse "um bom cantor com uma voz distinta" que ela achava "sempre útil e cooperativa" no estúdio, desmistificando informações privilegiadas que nos dez dias anteriores a sessão de gravação da faixa foi tempestuosa, com Rogers abertamente não gostando dos vocais agudos de Easton.. A contribuição de Easton para a faixa provaria ser um ponto de discórdia crítica: enquanto o crítico da Rolling Stone, Christopher Connelly, descartaria o dueto de Easton / Rogers de "We Got Tonight" como "berrante [e] insensível", e o crítico jerseyite Jim Bohen lamentaria como Rogers, "que geralmente soa bem em dueto com mulheres", foi derrotado pela "voz de Easton do outro lado do quadro-negro", Dennis Hunt (Los Angeles Times) preferiria que Rogers / Easton tomasse o Seger original devido a uma mistura "muito atraente" de vozes nitidamente contrastantes, as profundas e as dela muito altas", acrescentando que "Rogers, nunca conhecido por seu poder vocal, se estende para igualar Easton, [alcançando] seu melhor desempenho vocal", e Joe Viglione, crítico da AllMusic, opinaria que "a esplêndida voz de Easton alcançando altos recordes sobre o familiar tom monótono de Kenny .. realmente torna a faixa especial".
Um hit número um na parada de singles da Billboard, "We Got Tonight" alcançou o número seis na parada de singles pop da Billboard Hot 100 e o número dois na parada da Billboard Adult Contemporary, também alcançando o top 30 no Reino Unido. É difícil imaginar alguém cantando "We Got Tonight, - uma das grandes baladas da década de 1970, melhor do que o próprio Seger. Mas uma dupla improvável, Kenny Rogers e Sheena Easton, supera Seger com uma versão emocionante que já está no Top 10. A mistura de vozes nitidamente contrastantes - a dele profunda e a dela muito alta - é muito atraente. O compositor e cantor original da música, Bob Seger, diria sobre a versão Rogers / Easton da música: "Eu sei que minha mãe vai adorar". Renomeada como uma música country e western devido ao dueto de Rogers / Easton, "We Got Tonight" seria homenageada pela ASCAP como a música country mais executada de 1983, com Seger, um icônico roqueiro de Detroit, reconhecendo pessoalmente a honra participando a festa do ASCAP Country Music Awards de outubro de 1984, realizada no Opryland Hotel em Nashville.

### Presença em "Louco Amor Internacional" (1983)
A canção foi amplamente divulgada e tocada nas rádios do Brasil em 1983, principalmente por ter sido incluída na trilha sonora internacional da novela "Louco Amor", exibida pela TV Globo naquele ano. Na trama de Gilberto Braga, a canção foi tema dos personagens "Luis Carlos" e "Patrícia", interpretados respectivamente por Fábio Jr. e Bruna Lombardi.

### Pessoal
- Kenny Rogers - vocal principal
- Sheena Easton - vocal principal
- Paul Jackson Jr. - guitarra
- David Foster - piano acústico, piano elétrico
- Nathan East - baixo
- Michael Baird - bateria
- Jeremy Lubbock - arranjo de cordas
- Humberto Gatica - engenheiro

## Ronan Keating versão dueto

### História
"We Got Tonight" foi regravada pelo cantor irlandês Ronan Keating e pelo cantor escocês Lulu para o décimo segundo álbum de estúdio de Lulu, Together, lançado em 2002, com a faixa também aparecendo no segundo álbum de estúdio de Keating, Destination. O álbum Together, que consiste em faixas que combinam Lulu com uma variedade de parceiros, foi um veículo de retorno para Lulu, criado pelo empresário de entretenimento Louis Walsh, com quem o cantor havia assinado em 2000: três dos atos que o álbum emparelhado Lulu com: Samantha Mumba, Westlife e Keating, foram os protegidos de Walsh. No entanto, Keating afirmou que a própria Lulu o recrutou para fazer um dueto com ela: (citação de Ronan Keating): "Eu disse 'Sim, desde que você me deixe escolher a música!' Eu escolhi ... uma das minhas músicas favoritas de todos os tempos".
Ambos os álbuns, Together e Destination, foram lançados na primavera de 2002: foi decidido renunciar a qualquer single do Together mas - depois de dois singles anteriores - a gravadora de Keating,Polydor, lançou "We Got Tonight" - creditada a Ronan Keating com Lulu - em novembro, estreando no seu pico número 4 na parada de singles do Reino Unido em 7 de dezembro de 2002. A pista também foi um sucesso internacional, alcançando o 7º lugar na Holanda, 10º na Irlanda, 12º na Austrália e 14º na Bélgica flamenga.
A Polydor Records optou por lançar uma versão reformatada da faixa que substituiu o vocal de Lulu pela de Jeanette Biedermann, uma artista da Polydor que teve um sucesso considerável com lançamentos em inglês na Alemanha, sua terra natal, e também na Áustria e na Suíça: "We Got Tonight" creditado a Ronan Keating & Jeanette foi emitido nesses três países com o status de Top Ten na Áustria e na Alemanha e um sucesso moderado nas paradas suíças. Na Itália, a faixa foi lançada com a cantora de soul italiana Giorgia Todrani e publicada como o lado B do single "Gocce di memoria" de Giorgia, e nas Filipinas Keating tocou a música com Kyla.  

## Outras versões
"We Got Tonight" também foi exibida na trilha do filme de televisão de Melissa Sue Anderson, Survival of Dana (1979), em uma cena em que o personagem de Anderson estava em Los Angeles visitando uma das casas de suas novas amigas e estava em uma sala com Donny Davis, personagem da co-estrela de Robert Carradine, por quem ela estava apaixonada. Na quarta temporada, episódio 4 da série de televisão Ray Donovan, Liev Schreiber canta uma versão de karaokê da música e depois uma reprise para sua esposa quando o episódio termina.
A música também foi gravada por Rein Alexander (dueto com Trine Rein ) (álbum Song For You / 2007), Bill Anderson (álbum Nashville Mirrors / 1980), Anne Lise (álbum First Dance / 2006), Patti Austin ( álbum Body Language / 1980), Shirley Bassey (álbum Show Must Go On / 1980), Elkie Brooks (álbum Nor More the Fool / 1986: 1987 UK single nº 67), Rhonda Burchmore (álbum Midnight Rendezvous / 2001), Rita Coolidge (como "....Tonite": dueto com Jermaine Jackson) (álbum Never Let You Go / 1983), Dozi e Nianell (álbum It Takes Two / 2009), Allison Durbin (álbum Country Love Songs / 1983), Ray Dylan (dueto com Charlize Berg) (álbum Goeie Ou Country em dueto / 2013), Adam Harvey & Beccy Cole (álbum The Great Country Song Book Volume II / 2017), (álbum Richie Havens (álbum Connections / 1980), Steven Houghton (álbum Steven Houghton / 1997), Tom Jones (álbum Mr Jones / 2002), Reg Livermore (álbum Livermore's Firing Squad / 1983), Barry Manilow (álbum Summer de '78 / 1996), Jane McDonald (álbum The Singer of Your Song / 2014), Melanie (Moments From my Life/ 2002), Angelika Milster (dueto com Steve Barton) (album ich bin wie ich bin / 1984), Chord Overstreet (multi-artista Shoals álbum Muscle Shosls....Email Town, Bic Sound,/ 2018), Marti Pellow (álbum Love to Love / 2011), Tex Perkins & His Ladyboyz (álbum No.1 & No.2's / 2008), Lee Towers & Anita Meyer (álbum Run to Me / 1985), Conway Twitty (como "...Tonite ") (álbum Heart & Soul / 1980) e Dottie West (como "...Tonite") (álbum Special Delivery / 1980)  Michael McDonald também fez um cover dessa música, de acordo com Debby e Tony.
O participante da 11ª temporada do American Idol e o eventual vencedor Phillip Phillips apresentaram "We Got Tonight" no episódio da série transmitido em 16 de maio de 2012: sua gravação da música em estúdio apareceu na Billboard Hot 100 no número 97.
Sheena Easton também gravou uma versão em espanhol de "We Got Tonight", intitulada "La Noche Y Tú" em espanhol em seu álbum de 1984, Todo Me Recuerda A Ti, sendo a faixa um dueto com Dyango. A música também foi traduzida para o italiano "Grazie perché", que, gravada por Amii Stewart e Gianni Morandi, foi o hit número 5 na Itália em 1984 e como "Všímej si víc" em checo, gravada em 1983 por Věra Špinarová e Karel Černoch: outra versão checa da música: "Čas dál nech spát", foi gravada em 2012 por David Deyl e Helena Vondráčková, sendo uma nova faixa incluída na compilação de 3 CD de Vondráčková, Helena (nejen) o lásce.